# ۳۲۹ (میلادی)
۳۲۹ (میلادی) سیصد و بیست و نهمین سال تقویم میلادی است.

## درگذشتگان
‎